# آمادگاه

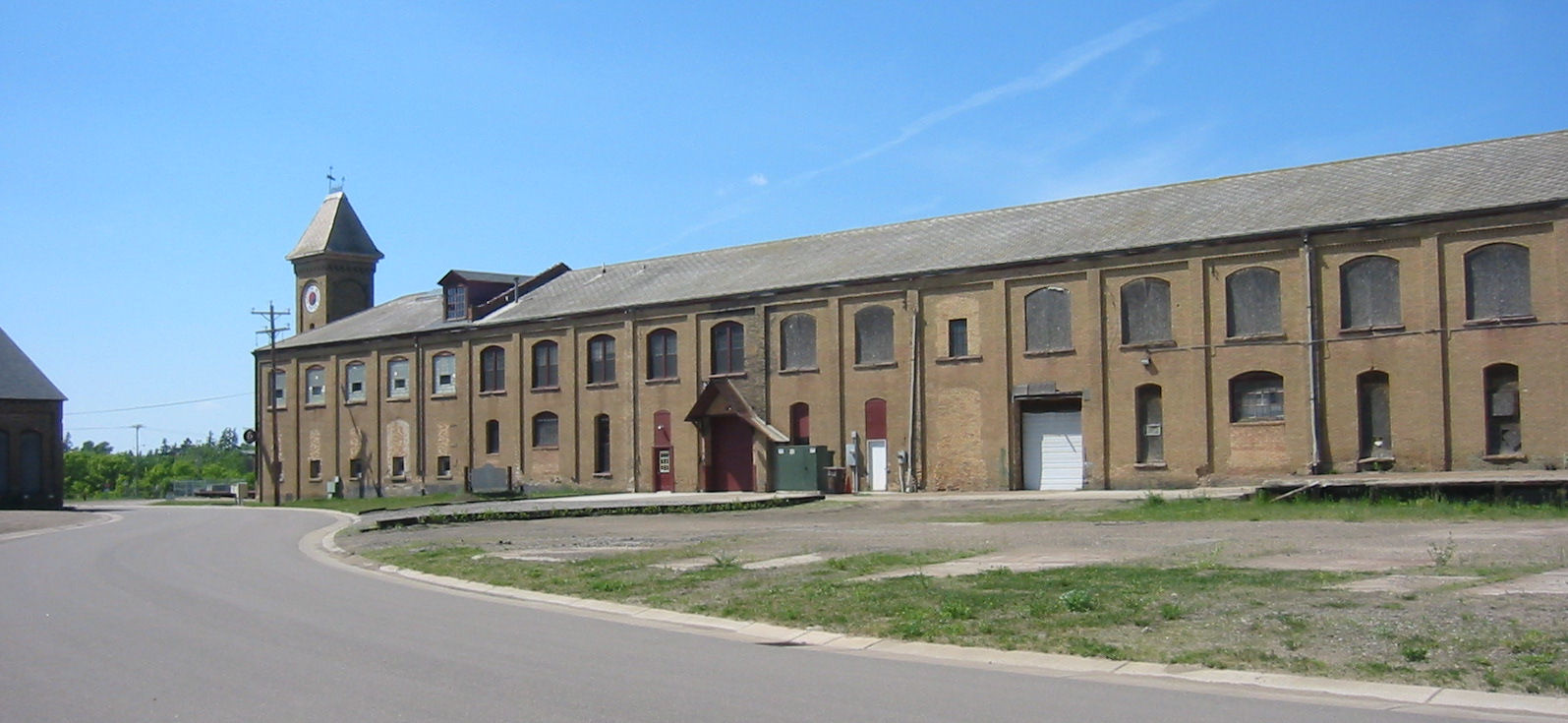
آمادگاه راه آهن شمال اقیانوس آرام

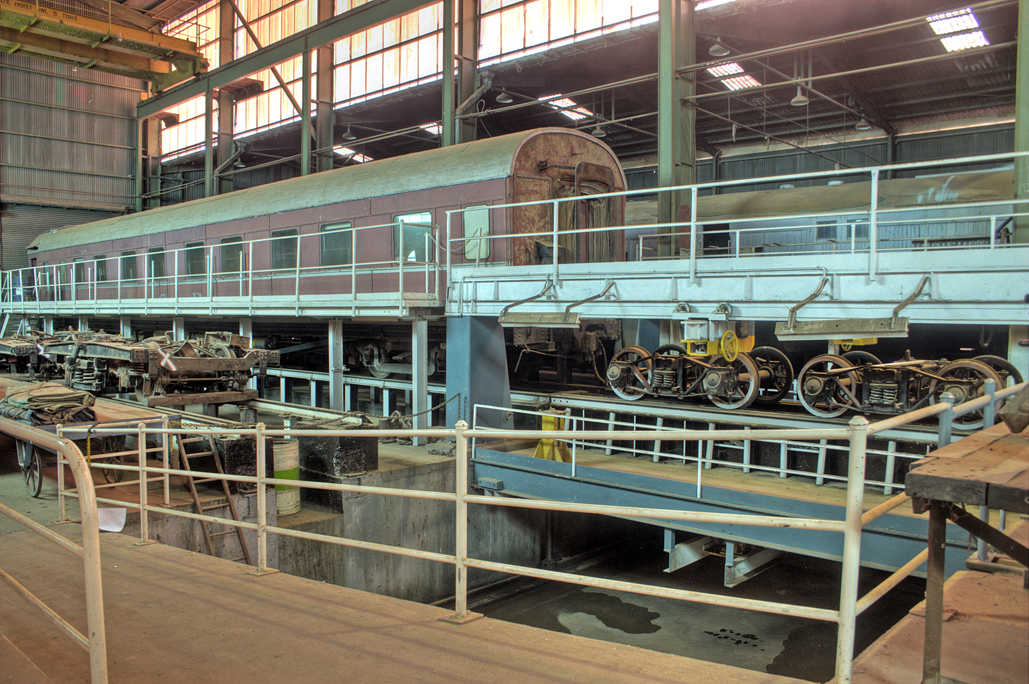
در داخل آلونک های دیزل

آمادگاه (به انگلیسی: Motive power depot) و (به صورت مختصرMPD) به مکانی گفته می‌شود که لوکوموتیو در آن ذخیره می‌شود وقتی که از آن استفاده نمی‌شود و هم چنین برای تعمیر و نگهداری هم می‌باشد. آمادگاه‌ها در اصل به عنوان در حال اجرا، یا سوله موتور و برای کوتاه مدت آلونک شناخته می‌شود. آمادگاه‌ها دارای امکانات برای سوخت‌گیری و جایگزینی آب، روغن موتور و گریس و برای لوکوموتیو بخار دفع خاکستر ارائه شده است.